# Dictionnaire biographique du Canada
Pour les articles homonymes, voir DBC et DCB.
Le Dictionnaire biographique du Canada  ou DBC (en anglais Dictionary of Canadian Biography ou DCB) est un dictionnaire biographique sur les personnalités qui ont contribué à l’histoire du Canada. Entrepris en 1959, il est le fruit d’une collaboration entre l’Université de Toronto et l’Université Laval. Sa première édition fut publiée en 1966.
La version en ligne du Dictionnaire contient près de 9 000 biographies.

## Mise en place du projet
Le projet a été entrepris à la suite d'un legs de l'homme d'affaires James Nicholson à l'Université de Toronto pour la création d'une version canadienne du Dictionary of National Biography du Royaume-Uni.
Au printemps 1959, George Williams Brown (en) a été nommé rédacteur en chef et l'University of Toronto Press, qui avait été désignée comme maison d'édition, a distribué quelque 10 000 annonces présentant le projet. Les travaux ont commencé en juillet de la même année. Le 1er juillet a été désigné comme la date officielle de la création du Dictionnaire. Ce jour n'a pas été choisi au hasard : c'est le jour où les Canadiens célèbrent la confédération du Canada.
Une étape importante a été franchie lorsque, le 9 mars 1961, l'édition française du Dictionnaire est établie. Aucun projet de recherche ou de publication de cette envergure en anglais et en français n'avait jamais été entrepris au Canada. Marcel Trudel a été nommé directeur adjoint du Dictionnaire et l'Université Laval a été choisie comme maison d'édition de la version française.
Les rédacteurs ont décidé dès le départ que pour que le projet ait une véritable résonance pour les Canadiens, les éditions française et anglaise du Dictionnaire auraient un contenu identique, sauf pour la langue, et chaque volume du Dictionnaire serait publié simultanément dans les deux langues. Par sa nature, le projet exigeait non seulement beaucoup de traduction, puisque les articles provenaient de l'anglais et du français, mais aussi une étroite coordination.

## Début de la publication
Le premier volume du Dictionnaire fut publié en 1966. Il contenait 594 biographies couvrant les années 1000 à 1700. Après avoir examiné d'autres projets similaires, comme le Dictionary of National Biography (DNB) du Royaume-Uni et le Dictionary of American Biography (DAB) des États-Unis, les rédacteurs ont conclu qu'il fallait adopter une approche différente. Dans ces dictionnaires, les volumes étaient classés par ordre alphabétique et publiés sur une période de plusieurs années. C'est pourquoi, jusqu'à la publication du dernier volume (63 volumes publiés jusqu'en 2001 pour la version britannique; 20 volumes publiés jusqu'en 1935 pour la version américaine), aucune période historique n'était complètement couverte. Dans les dictionnaires britannique et américain, les personnes importantes qui sont décédées après la date de publication du volume correspondant à leur nom ont été ajoutées dans les volumes subséquents selon un classement par période.
Les éditeurs ont décidé que le Dictionnaire biographique du Canada serait publié selon un classement par période, les volumes étant classés chronologiquement, chaque volume couvrant une période spécifique d'années et les biographies étant classées par ordre alphabétique dans le volume. Le volume dans lequel une biographie devait paraître était déterminé par la date de décès de la personne en question ou, si cette date était inconnue, par la date de la dernière activité connue de la personne. Les volumes devaient être de tailles à peu près égales, la période couverte par chacun d'eux diminuant au fur et à mesure que les biographies avançaient dans l'histoire du Canada.
Un inconvénient majeur de ce système était que peu de personnes étaient susceptibles de connaître la date de décès d'une personne et ne savaient donc pas dans quel volume se trouvait la biographie d'un individu. Ce problème devait être résolu par des index cumulatifs et des volumes d'épitomés.
Certains avantages de l'approche par période étaient d'ordre pratique - les biographies plus ou moins liées par période rassembleraient également des chercheurs spécialisés dans ces périodes, ce qui faciliterait la recherche, l'édition et les recoupements, et les lecteurs n'auraient pas à se remettre sans cesse au courant de la période historique durant laquelle les individus ont vécu.
Les sujets des biographies étaient vastes. Les Canadiens remarquables nés et résidant au Canada et les Canadiens qui se sont fait connaître à l'étranger devaient être inclus, tout comme les personnes d'autres pays qui ont contribué à la vie canadienne. Une règle générale consistait à exclure les personnes qui n'avaient pas mis les pieds dans ce qui est maintenant le Canada, même si leur influence sur le Canada était grande. Quant aux personnes nées à l'extérieur du Canada, l'accent devait être mis sur leur vie au Canada.
Un guide a été publié à l'intention des auteurs des biographies du premier volume, et repris pour les volumes suivants :
« La biographie doit être un traitement frais et érudit du sujet, basé sur des sources fiables (si possible de première main), précis et exact dans l'exposé des faits, concis, mais présenté sous une forme littéraire attrayante.... le but est d'obtenir des traitements indépendants et originaux et non de simples compilations de récits précédents. »
Les biographies elles-mêmes devaient compter entre 200 et 10 000 mots. Il y aurait généralement plusieurs centaines de contributeurs pour chaque volume.
Une autre caractéristique, tirant parti de l'approche par époque, était l'inclusion d'essais historiques pour établir le contexte historique des biographies.

## Publication des volumes suivants
Le volume II, couvrant les années 1701 à 1740, est paru en 1969. Les biographies de 578 personnes figurent dans ses pages.
David Hayne était désormais rédacteur en chef, ayant remplacé Brown, décédé subitement pendant la préparation du volume I. André Vachon était directeur adjoint.
À cette époque, un événement important modifia radicalement la séquence de publication. Le centenaire du Canada a été célébré en 1967 et, à cette occasion, le gouvernement du Canada a créé la Commission du centenaire, en partie pour promouvoir la conscience historique. L'une des premières mesures prises par la Commission a été d'accorder une subvention au Dictionnaire biographique du Canada, spécifiquement pour la recherche biographique dans les années 1850 à 1900. En conséquence, en 1967, les rédacteurs ont commencé à préparer des volumes pour le XIXe siècle. Le volume X, allant de 1871 à 1880, est paru en 1972 avec les biographies de 574 personnes,, dont plusieurs ont joué un rôle dans la création du Canada.
À partir de ce moment, alors que la séquence originale de volumes se poursuivait, une séquence parallèle de volumes pour le XIXe siècle a également été publiée.
En 1974, le quatrième volume, le volume III, a été publié. Les biographies de 550 personnes décédées entre 1741 et 1770 y sont présentées. Une période de longue stabilité éditoriale s'est installée alors que Francess G. Halpenny (en), qui avait succédé à Hayne en 1969, a occupé le poste de rédacteur en chef pendant 20 ans. Jean Hamelin, devenu directeur adjoint en 1973, a tenu les rênes de la rédaction française jusqu'à sa mort en 1998.
Le deuxième volume du XIXe siècle, le volume IX, est paru en 1976. Quelque 524 biographies rédigées par 311 collaborateurs, d'une longueur de 400 à 12 000 mots, couvraient les années 1861 à 1870. Les rédacteurs ont décidé de ne pas inclure d'essai historique introductif, car ils ont trouvé plus approprié de l'inclure dans un résumé plus large de l'époque dans un volume ultérieur.
Le sixième volume, le volume IV, a permis d'achever le XVIIIe siècle. Paru en 1979, ses 504 biographies couvraient les années 1771 à 1800. La même année, le volume I a été réimprimé avec des corrections. Le volume II a également été réimprimé, avec des corrections, et le septième volume est paru, tous deux en 1982. Le volume XI contenait les biographies de 586 Canadiens remarquables décédés entre 1881 et 1890. Une nouvelle caractéristique a été introduite dans ce volume : les index par profession et par géographie. Cette nouvelle caractéristique devait être incorporée dans les nouveaux volumes et dans les réimpressions des volumes précédents ainsi que dans des index séparés, dont l'un est apparu en 1981 pour les volumes I à IV.
Le volume V a rapidement suivi, publié en 1983. Il couvrait les années 1801 à 1820, avec 502 biographies provenant de 269 contributeurs. Puis, trois autres volumes ont suivi en 1985, 1987 et 1988, portant le total à 11 : le volume VIII (1851 à 1860) avec 521 biographies ; le volume VI (1821 à 1835) avec 479 biographies et le volume VII (1836 à 1850) avec 538 biographies.
Enfin, en 1990, le douzième volume est paru, complétant le XIXe siècle. Les 597 biographies du volume XII (1891 à 1900) portaient à 6 520 le nombre de biographies du projet, alors que sa première phase touchait à sa fin et que le rédacteur général de longue date, Halpenny, prenait sa retraite. Un index pour les douze premiers volumes fut publié, permettant aux lecteurs d'accéder rapidement aux 6 520 biographies et aux milliers d'autres personnes mentionnées dans ces biographies.

## Volumes sur le 20e siècle
Le volume XII du Dictionnaire indiquait que les trois premiers volumes du XXe siècle étaient en préparation : le volume XIII (1901-1910), le volume XIV (1911-1918) et le volume XV (1919-1925). Mais lorsque le volume XIII a été publié en 1994, avec Ramsay Cook comme nouveau rédacteur en chef, les années intermédiaires ont été décrites comme « ayant été parmi les plus difficiles du projet ». À cause de sévères restrictions financières, un plan plus modeste a été annoncé, chaque volume couvrant une décennie au lieu des intervalles plus courts précédemment prévus pour l'après-1910.
Néanmoins, le volume XIII a continué dans la tradition des volumes précédents, avec 648 biographies de 438 contributeurs, couvrant la gamme d'années annoncée précédemment de 1901 à 1910.
Le volume XIV a été publié en 1998, et a marqué un changement spectaculaire : une jaquette colorée présentant des images de quelque 52 Canadiens éminents, un contraste frappant avec les modestes couvertures havane des volumes précédents qui ne présentaient que du texte. Le contenu continuait toutefois dans le style érudit des volumes précédents, avec 622 biographies pour les années 1911 à 1920. L'introduction laissait entendre que les pressions financières « devenaient plus aiguës », mais laissait espérer que « des fonds provenant d'une plus grande variété d'organismes subventionnaires » permettraient au projet de se poursuivre comme prévu.
Le volume XV est paru en 2005, avec un hommage à Hamelin qui était décédé en 1998, et un au revoir à Cook qui a terminé sa participation lors de la publication du volume. Réal Bélanger avait depuis 1998 remplacé Hamelin comme directeur général adjoint, et John English a remplacé Cook comme rédacteur général.
Les 619 biographies du volume XV portaient le projet à un total de 8 419 biographies couvrant les années 1000 à 1930. Et, comme un signe de l'évolution rapide des moyens de communication, le volume XV mentionne le projet du millénaire de distribuer gratuitement des CD-ROM du contenu des 14 premiers volumes aux établissements d'enseignement et l'accord de licence de propriété intellectuelle conclu avec Bibliothèque et Archives Canada en 2003 pour rendre disponibles en ligne ces mêmes 14 volumes avec quelques biographies supplémentaires par la suite. L'édition en ligne du Dictionnaire intégrait alors les biographies du volume XV et comprenait une douzaine de biographies d'éminents Canadiens décédés entre 1931 et 2000, y compris tous les premiers ministres du Canada décédés au cours de cette période.
On y mentionne également les problèmes financiers qui rendent la continuation du projet plus difficile, mais aussi les efforts de nombreuses institutions, sociétés, agences et individus canadiens qui ont rendu possible la poursuite du projet.
En 2021, le Dictionnaire prépare le volume XVI qui couvrira les années 1931 à 1940. Des recherches se poursuivent pour des volumes supplémentaires qui engloberont les années 1941 à 1980. Lorsque cette phase de production sera terminée, le Dictionnaire contiendra plus de 10 000 biographies.

## Livre sur les premiers ministres
En 2007, le Dictionnaire biographique du Canada a publié Les premiers ministres du Canada de Macdonald à Trudeau. Les 15 biographies qui y figurent reprennent celles qui avaient paru dans les différents volumes du Dictionnaire, complétées par les biographies des premiers ministres décédés depuis 1930.

## Évaluations
Les évaluations des historiens professionnels ont été très majoritairement favorables,,,. Francess G. Halpenny met l'accent sur l'utilisation de « l'éclairage de la géographie historique, de la sociologie, de l'anthropologie et de la littérature » et note que le Dictionnaire répond à la fois aux préoccupations des historiens quantitatifs et des chercheurs dans les domaines des minorités, du travail et des femmes.
En ce qui concerne les Provinces maritimes, le Dictionnaire parle peu des premiers dirigeants autochtones, mais, selon Godfrey, il couvre efficacement les missionnaires français et éclaire les relations de l'Acadie avec la France et la Nouvelle-France. Les volumes IX et X accordent moins d'importance aux Acadiens et aux peuples autochtones, et se concentrent surtout sur la politique en tant que compétition entre les élites. Le traitement du développement économique et intellectuel des Maritimes suggère que le légendaire âge d'or du milieu du XIXe siècle n'était qu'un vernis.

## Volumes
Les volumes répertorient les personnalités selon leur année de décès :
- Volume I, décès de 1000 à 1700, 1re édition en 1966 ; édition corrigée, 1986 ;
- Volume II, 1701-1740, 1re édition en 1969 ; édition corrigée, 1991 ;
- Volume III, 1741-1770, édité en 1974 ;
- Volume IV, 1771-1800, éd. 1980 ;
- Volume V, 1801-1820, éd. 1983 ;
- Volume VI, 1821-1835, éd. 1987 ;
- Volume VII, 1836-1850, éd. 1988 ;
- Volume VIII, 1851-1860, éd. 1985 ;
- Volume IX, 1861-1870, éd. 1977 ;
- Volume X, 1871-1880, éd. 1972 ;
- Volume XI, 1881-1890, éd. 1982 ;
- Volume XII, 1891-1900, éd. 1990 ;
- Volume XIII, 1901-1910, éd. 1994 ;
- Volume XIV, 1911-1920, éd. 1998 ;
- Volume XV, 1921-1930, éd. 2005 ;
- Volume XVI, 1931–1940, en cours de production ; quelques centaines de biographies sont en ligne ;
- Volume XVII, 1941–1950, quelques biographies sont en ligne ;
- Volume XVIII, 1951–1960, quelques biographies sont en ligne ;
- Volume XIX, 1961–1970, quelques biographies sont en ligne ;
- Volume XX, 1971–1980, quelques biographies sont en ligne ;
- Volume XXI, 1981–1990, quelques biographies sont en ligne ;
- Volume XXII, 1991–2000, quelques biographies sont en ligne.